# Бейсен-Сіті (Вашингтон)
Бейсен-Сіті (англ. Basin City) — переписна місцевість (CDP) в США, в окрузі Франклін штату Вашингтон. Населення — 1063 особи (2020).

## Географія
Бейсен-Сіті розташований за координатами 46°35′21″ пн. ш. 119°9′24″ зх. д. / 46.58917° пн. ш. 119.15667° зх. д. (46.589039, -119.156647).  За даними Бюро перепису населення США в 2010 році переписна місцевість мала площу 8,26 км², уся площа — суходіл.

## Демографія
Згідно з переписом 2010 року, у переписній місцевості мешкали 1092 особи в 232 домогосподарствах у складі 223 родин. Густота населення становила 132 особи/км².  Було 237 помешкань (29/км²).
Расовий склад населення:
| - 52,9 % — білих - 0,5 % — корінних американців - 0,4 % — азіатів - 44,3 % — осіб інших рас |

До двох чи більше рас належало 1,8 %. Частка іспаномовних становила 81,7 % від усіх жителів.
За віковим діапазоном населення розподілялося таким чином: 43,7 % — особи молодші 18 років, 51,5 % — особи у віці 18—64 років, 4,8 % — особи у віці 65 років та старші. Медіана віку мешканця становила 21,6 року. На 100 осіб жіночої статі у переписній місцевості припадало 110,4 чоловіків;  на 100 жінок у віці від 18 років та старших — 107,8 чоловіків також старших 18 років.
Середній дохід на одне домашнє господарство  становив 64 486 доларів США (медіана — 51 914), а середній дохід на одну сім'ю — 64 075 доларів (медіана — 51 615). Медіана доходів становила 31 411 долар для чоловіків та 30 409 доларів для жінок. За межею бідності перебувало 39,9 % осіб, у тому числі 68,3 % дітей у віці до 18 років та 0,0 % осіб у віці 65 років та старших.
Цивільне працевлаштоване населення становило 388 осіб. Основні галузі зайнятості: сільське господарство, лісництво, риболовля — 63,9 %, освіта, охорона здоров'я та соціальна допомога — 15,5 %, транспорт — 7,0 %, роздрібна торгівля — 5,7 %.